# Matèria estranya
La matèria estranya és una forma particular de la matèria quark. És un "líquid" compost de quarks up, quarks down i quarks estranys. Està en contrast amb la matèria nuclear, la qual és un líquid de neutrons i protons i sense matèria de quark estranya. A una densitat prou alta, la matèria estranya serà superconductora del color. L'existència de la matèria estranya no ha estat provada de manera inequívoca, però es creu que pot tenir lloc dins una estrella de neutrons, on, a causa de la seva estabilitat, pot anar transformant la resta de matèria o de quarks en quarks estranys (estranyetes).

## Els dos significats del termematèria estranya
En la física de partícules i l'astrofísica, aquest terme es fa servir de dues maneres:
1. En sentit ampli, és només matèria quark que conté tres tipus de quarks: up, down, i estrany (strange).
2. En sentit restringit, és matèria quark que és més estable que la matèria nuclear. Això passaria segons la hipòtesi de Bodmer[3] i Witten.[4]